# Eliášova
Eliášova je ulice v Praze 6 v Bubenči. Vychází z ulice Dejvická a vede severovýchodně na Puškinovo náměstí. Čítá délku přibližně 530 metrů. Je pojmenována po českém generálovi Aloisi Eliášovi.
Dříve byla ulice rozdělena na dvě části. Od ulice Dejvická po Jaselskou ulici se úsek od roku 1911 jmenoval Ruská, od Jaselské po Puškinovo náměstí se ulice již před rokem 1911 nazývala Jiráskova. V roce 1925 se však obě ulice spojily a ulice byla následně pojmenována Jiráskova. Tento název nesla až do roku 1947, kdy se jméno ulice změnilo na Eliášova. V roce 1951 se ulice přejmenovala na Pohraniční stráže. Od roku 1991 ulice nese původní název Eliášova.